# Осикові ліси та лісостепи Канади
Осикові ліси та лісостепи Канади (ідентифікатор WWF: NA0802) — неарктичний екорегіон помірних луків, саван і чагарників, розташований на півдні Центральної Канади та на півночі Середнього Заходу США. Він включає осикові, тополеві та ялинові гаї, які перемежовуються ділянками прерій та широкими річковими долинами. Це найбільша перехідна зона між бореальними лісами та луками у світі. Подібні лісостепові зони також існують в Євразії.

## Географія

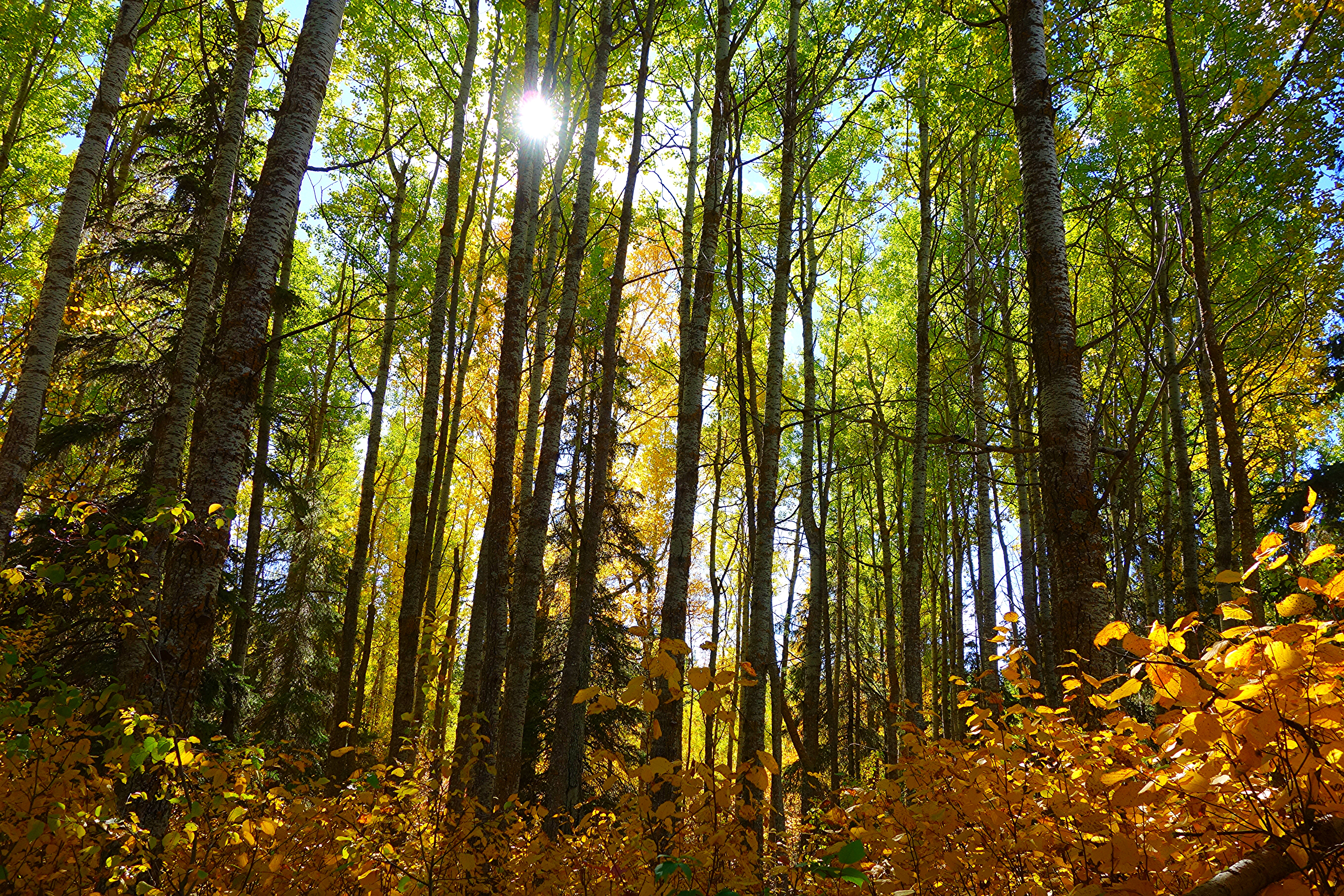
Осиковий ліс у Національному парку Елк-Айленд (Альберта)

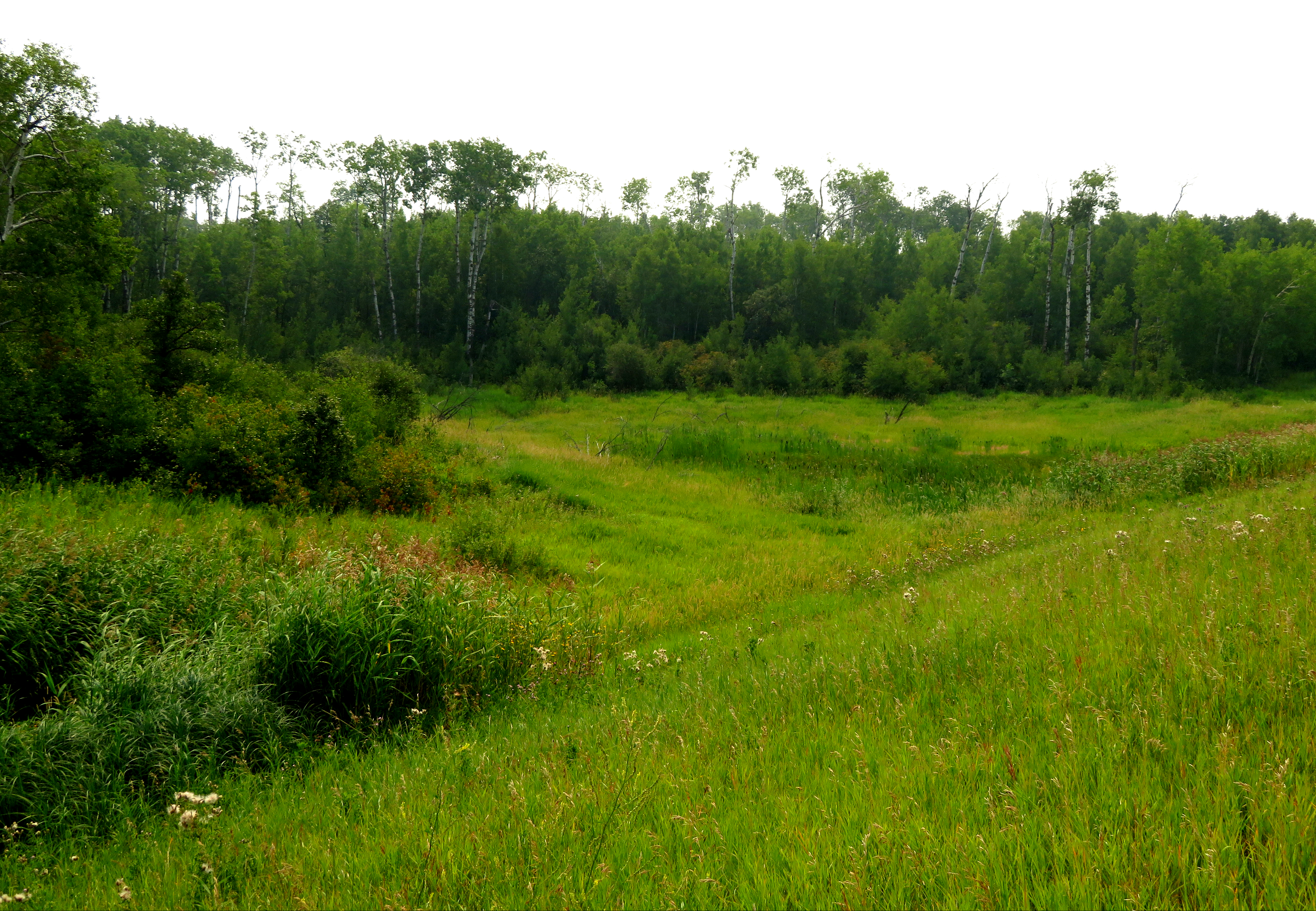
Ландшафт Провінційний парк Черепахової гори (Манітоба)

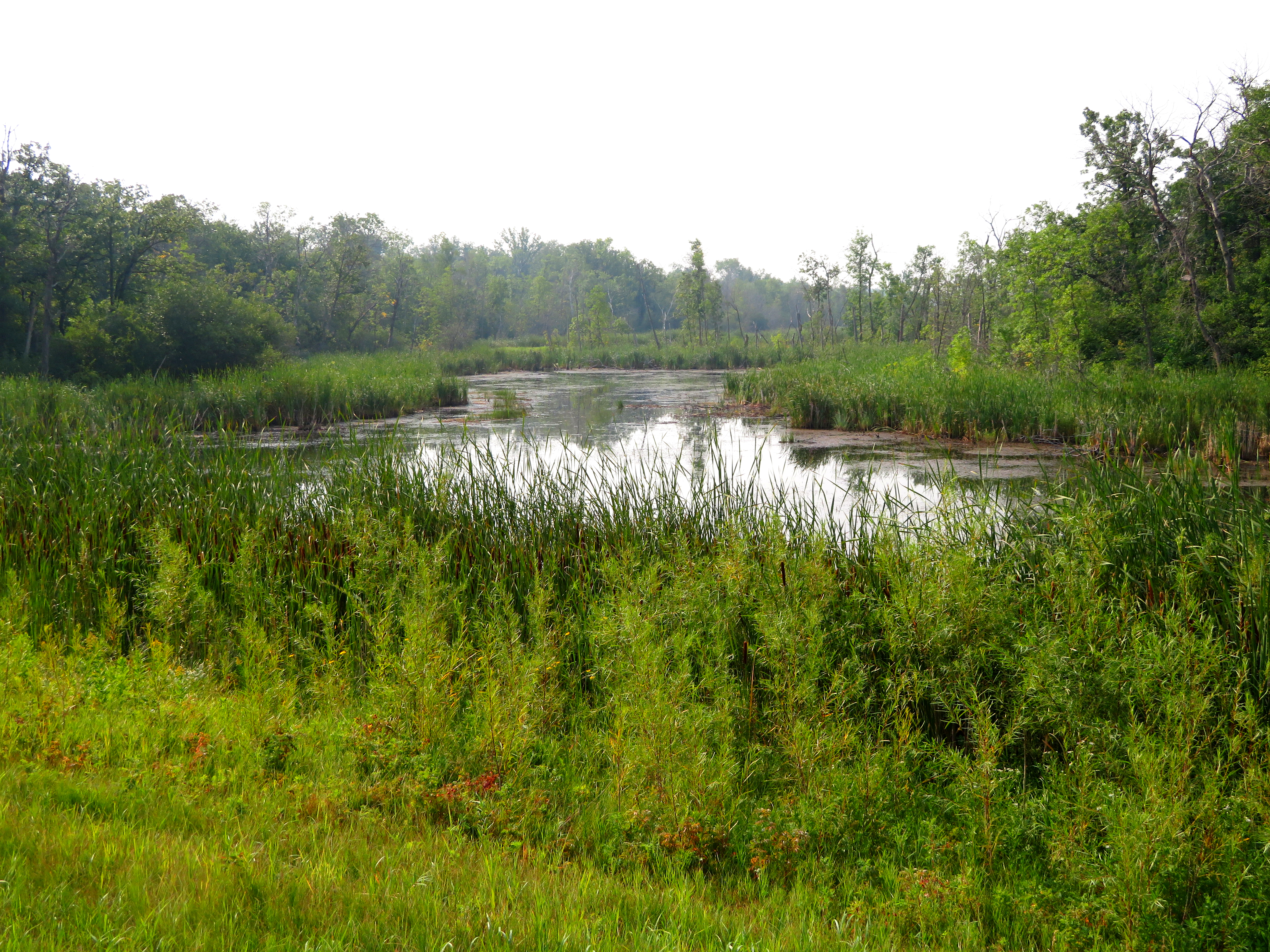
Водно-болотні угіддя у Державному лісі Черепахової гори (Північна Дакота, США)

Екорегіон осикових лісів та лісостепів Канади простягається від центральної Альберти через центральні райони Саскачевану до півдня центральної Манітоби, досягаючи кордону з Міннесотою та включаючи невелику ділянку на північному сході Північної Дакоти, зокрема масив Черепахових гір. Крім того, він охоплює регіон Піс-Рівер, розташований на кордоні Британської Колумбії та північно-західної Альберти, який включає найпівнічніші райони Канади, придатні для ведення сільського господарства.
Рельєф регіону представлений широкими горбистими рівнинами, які є частиною поясу Внутрішніх низовин, що простягаються з півночі на південь через центральну частину Північної Америки. Екорегіон охоплює північну частину Міссурійського плато, а на заході він досягає східних передгір'їв Скелястих гір. З геологічної точки зору основу більшої частини регіону складають крейдові сланці, вкриті шаром валунних глин. В регіоні Піс-Рівер переважають пісковики та сланці третинного періоду. В часи останнього льодовикового періоду територія екорегіону була вкрита льодовиковим щитом, який залишив тут численні озера, зокрема озера Квілл, та льодовикові форми рельєфу. Західна частина екорегіону переважно лежить в басейні Саскачевану, а східна — в басейні Ассінібойну. Регіон Піс-Рівер лежить в межах басейну річки Піс.
Територія екорегіону є перехідною зоною між тайгою, поширеною північніше, та преріями, поширеними півдненніше. На півночі екорегіон переходить у ліси бореальних рівнин Центральної Канади, на заході — у ліси передгір'їв Альберти та Британської Колумбії, на півдні — у північні мішані прерії та у північні високотравні прерії, а на сході — у ліси заходу Великих озер.
Територія екорегіону є однією з найбільш густонаселених в Канаді. Серед великих міст, розташованих в регіоні, слід відзначити Калгарі, Ред-Дір та Едмонтон в Альберті, Ллойдмінстер на кордоні Альберти та Саскачевану, Норт-Бетлфорд, Саскатун, Гумбольдт та Йорктон в Саскачевані, а також Брендон в Манітобі. Загальна чисельність населення регіону становить понад 1,6 мільйони осіб.

## Клімат
На більшій частині екорегіону переважає вологий континентальний або гемібореальний клімат (Dfb за класифікацією кліматів Кеппена), який характеризується теплим, коротким літом, та холодною, довгою зимою. Середньорічна температура в регіоні коливається від 0,5 °C до 2,5 °C, середня літня температура — від 13 °C до 16 °C, а середня зимова температура — від -14,5 °C до -12,5 °C. Регіон Піс-Рівер характеризується нижчими температурами, порівняно з рештою екорегіону, а південно-західні райони Манітоби мають порівняно тепліший клімат. Середньорічна кількість опадів в регіоні коливається від 375 до 700 мм. В передгір'ях Скелястих гір на заході екорегіону взимку часто дме теплий вітер чинук.

## Флора
Рослинний покрив екорегіону представлений мозаїкою прерій, лісів, ярів, водно-болотних угідь та озер.
Багаті на різнотрав'я та осоки луки, або прерії, як їх називають у Північній Америці, є домом для багатьох видів рослин і тварин, що забезпечується тісним зв'язком із лісами та водно-болотними угіддями. Основу прерій регіону складають різні види костриці (Festuca spp.). На гравійних або кам'янистих ґрунтах росте дантонія Паррі (Danthonia parryi), у сухих районах — великоцвітий кипець (Koeleria macrantha) та їжатцева трава (Hesperostipa spartea), а у більш вологих районах — жорсткостеблий пирій (Elymus trachycaulus) та середня дантонія (Danthonia intermedia). Серед чагарників, що зустрічаються на луках регіону, слід відзначити прерієву шипшину (Rosa arkansana) та звичайний білоягідник (Symphoricarpos albus). Також на луках регіону можна побачити яскраві польові квіти — звичайний деревій (Achillea millefolium), розсіченолисту анемону (Anemone multifida), білу прерієву айстру (Symphyotrichum falcatum), жовтоцвітий горобинець (Oxytropis monticola), американський сон (Pulsatilla nuttalliana), міссурійський золотушник (Solidago missouriensis) та різні види астрагалу (Astragalus spp.).
Основу лісів регіону складають американські осики (Populus tremuloides) та бальзамисті тополі (Populus balsamifera), а також деякі інші породи дерев, зокрема ясенелисті клени (Acer negundo), американські модрини (Larix laricina), паперові берези (Betula papyrifera) та верби (Salix spp.). В лісах, що ростуть на піщаних ґрунтах, зустрічаються сосни Банкса (Pinus banksiana) та скручені сосни (Pinus contorta), а в Черепахових горах та на піщаних дюнах Карберрі-Сандгіллс, розташованих на південному сході екорегіону, — сизі ялини (Picea glauca) та бальзамисті ялиці (Abies balsamea). Хвойні дерева часто виступають як кульмінаційні види в пізньосукцесійних насадженнях, однак вони не надто поширені в регіоні через часті пожежі. Загалом за останні 100 років частка лісів по відношенню до луків в регіоні дещо зросла. Це частково пояснюється зменшенням кількості пожеж у преріях, які раніше знищували молоді саджанці на узліссях осикових гаїв. Крім того, звичайною практикою для фермерів було висаджування гаїв з метою захисту від вітрів.
Через лісовий намет в осикових лісах проходить багато сонячного світла, що сприяє формуванню густого підліску. Це особливо важливо ранньою весною, коли на деревах ще не розпустилося листя. Сонячні промені зігрівають ґрунт та повітря на рівні підліску, що призводить до швидкого танення снігу навесні та сприяє активному росту кущів. Також через рідкісний лісовий намет проходить багато опадів. Це забезпечує формування захисного снігового покриву взимку, а в теплу пору року дощова вода живить рослини, які потребують поверхневого зволоження ґрунту. Таким чином, осикові ліси регіону характеризуються густим підліском, що складається з трав та кущів різного розміру. Серед великих кущів, що зустрічаються в підліску осикових лісів, слід відзначити паростковий дерен (Cornus sericea), вербу Бебба (Salix bebbiana), віргінську черемху (Prunus virginiana), пенсильванську черемху (Prunus pensylvanica) та різні види ірги (Amelanchier spp.), серед менших кущів — голчасту шипшину (Rosa acicularis), американську калину (Viburnum trilobum), рогату ліщину (Corylus cornuta), звичайний білоягідник (Symphoricarpos albus), покривальну жимолость (Lonicera involucrata), дику сарсапаріллу (Aralia nudicaulis), американську малину (Rubus strigosus), канадський дерен (Cornus canadensis) та різні види порічків (Ribes spp.). Також в підліску осикових лісів ростуть хвощі та цвітуть різноманітні трав'янисті рослини, зокрема айстри Ліндлі (Symphyotrichum ciliolatum), північні підмаренники (Galium boreale), канадські фіалки (Viola canadensis), північні лінеї (Linnaea borealis) та різні види чини (Lathyrus spp.). Біля основи дерев та на землі ростуть мохи.
Ялинові ліси мають більш щільний лісовий намет, ніж осикові ліси. Внаслідок того, що в підлісок ялинників проникає мало сонячних променів, в ньому переважають тіньовитривалі види рослин. Більш щільний лісовий намет призводить також до того, що значна частина опадів затримується у кронах дерев та випаровується назад в атмосферу, а та частина вологи, що потрапляє на землю, швидко поглинається мохами. Таким чином. ґрунт в ялинових лісах більш сухий, ніж в осикових. Крім того, опала кисла хвоя погано розкладається. Вода, що утримується в моху, переносить кислоту з ялинової хвої в мінеральний ґрунт, і вимиває поживні речовини з ґрунту, призводячи до формування кислих, бідних на поживні речовини ґрунтів, які не підходять для більшості бореальних рослин. У результаті вищевказаних факторів в підліску ялинових лісів майже відсутні кущі та трави, натомість землю під деревами вкриває щільний килим з гіпнобрієвих мохів (Hypnales). Серед тіньовитривалих чагарників та трав, які все ж зустрічаються в ялинових лісах, слід відзначити зелену вільху (Alnus alnobetula), брусницю (Vaccinium vitis-idaea), голчасту шипшину (Rosa acicularis), канадський дерен (Cornus canadensis), північну лінею (Linnaea borealis), канадську веснівку (Maianthemum canadense) та північну командру (Geocaulon lividum)
Там, де вільхові та ялинові ліси ростуть у тісному сусідстві, виникають мішані ліси. В цих лісах підлісок доволі густий, а різноманіття флори і фауни в мішаних лісах є найвищим в екорегіоні. Мішані ліси, основу яких складають чорні ялини (Picea mariana), американські модрини (Larix laricina) та верби (Salix spp.), також зустрічаються на болотах екорегіону.
В екорегіоні широко поширені різноманітні водно-болотні угіддя — неглибокі озера, низинні торфові болота та трав'янисті заболочені луки. Льодовикова ерозія призвела до формування численних неглибоких западин, в яких може накопичуватися стояча вода. Багато з озер регіону є солонуватими, тому більшість прибережної рослинності в регіоні має високу толерантність до солоних ґрунтів. Заболочені луки навесні затоплюються водою, а восени висихають.
Водна ерозія в регіоні призводить до формування унікального ландшафту, що характеризується поєднанням ярів та стрімких пагорбів. Сухі південно-західні схили пагорбів часто бувають вкриті травою, тоді як на тінистих і вологих північних та східних схилах часто росте ліс, основу якого складають тополі, ялини, берези, верби та білі вільхи (Alnus incana).

## Фауна

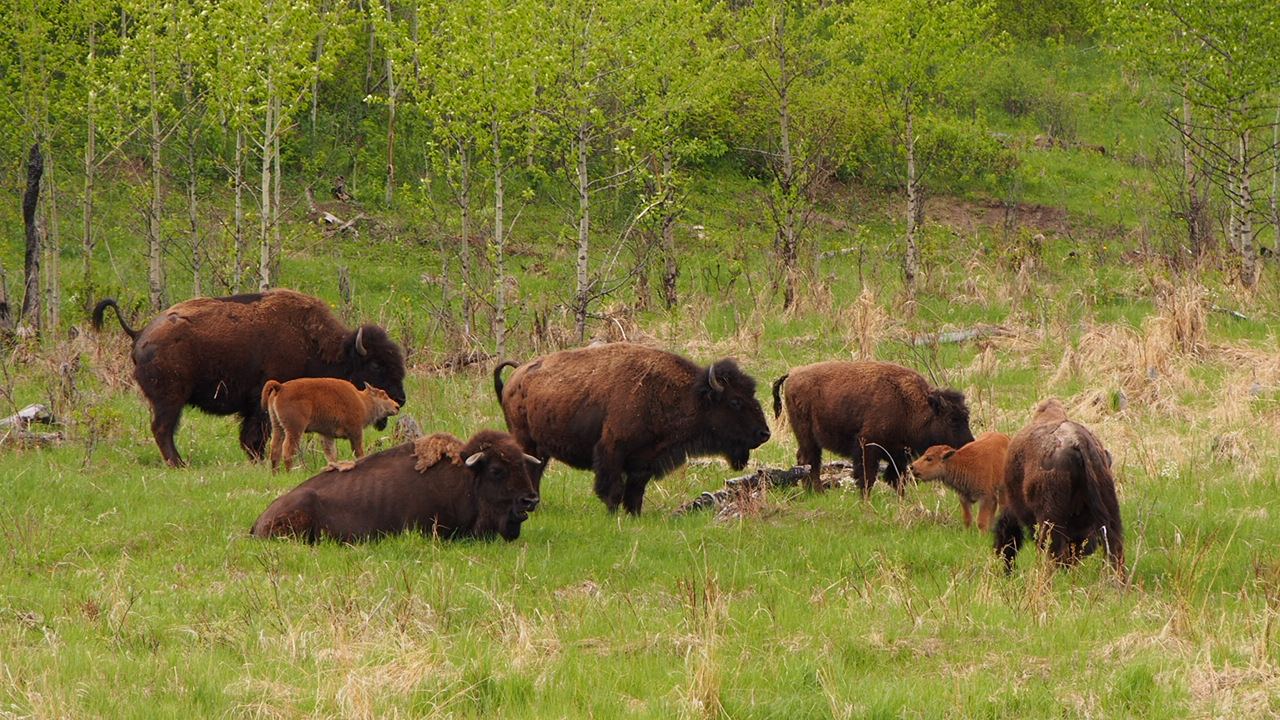
Бізони у Національному парку Елк-Айленд (Альберта)

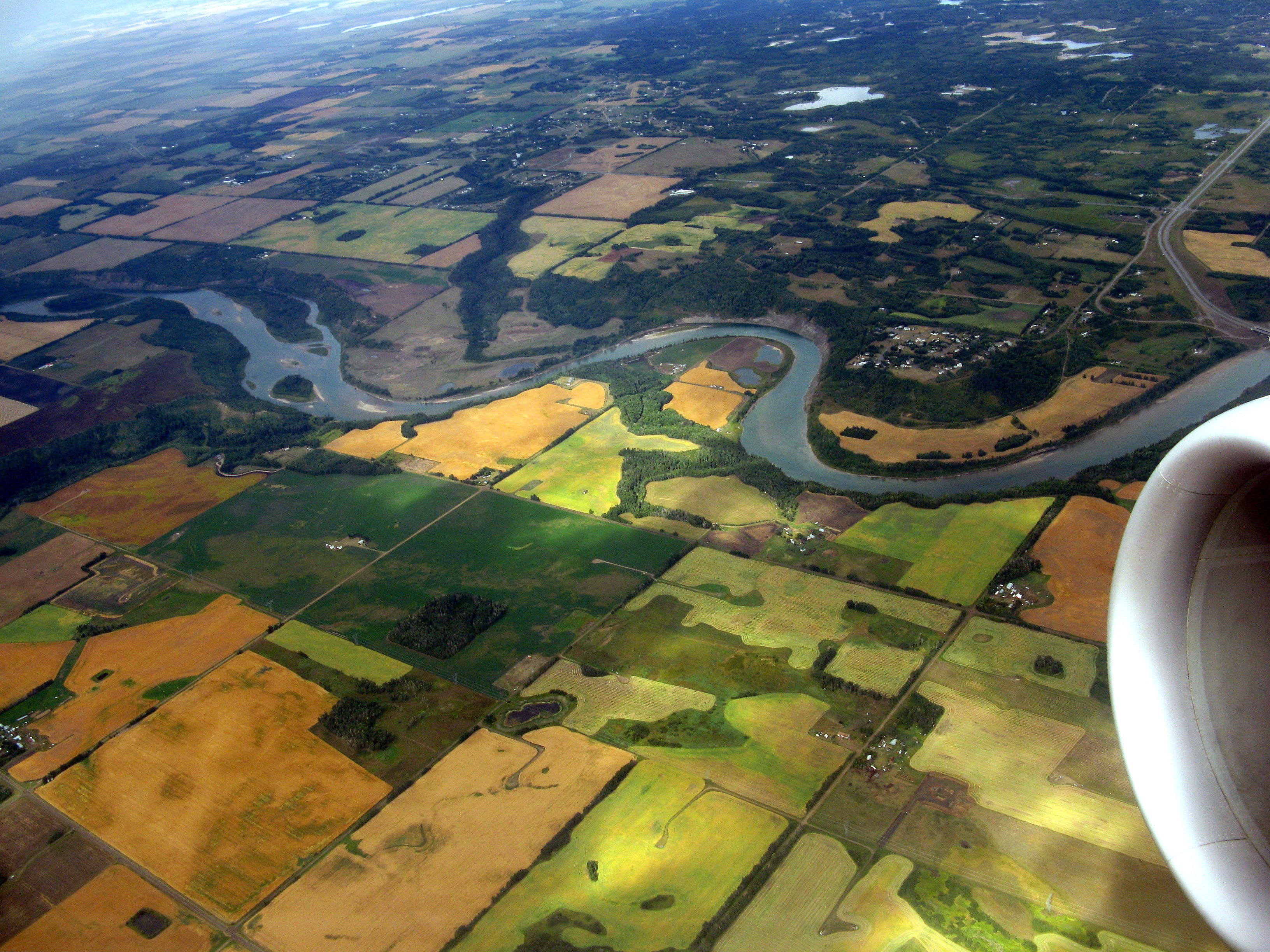
Річка Північний Саскачеван в Альберті. Для лісостепової зони Канади характерне поєднання невеликих гаїв у долинах річок з навколишніми полями.

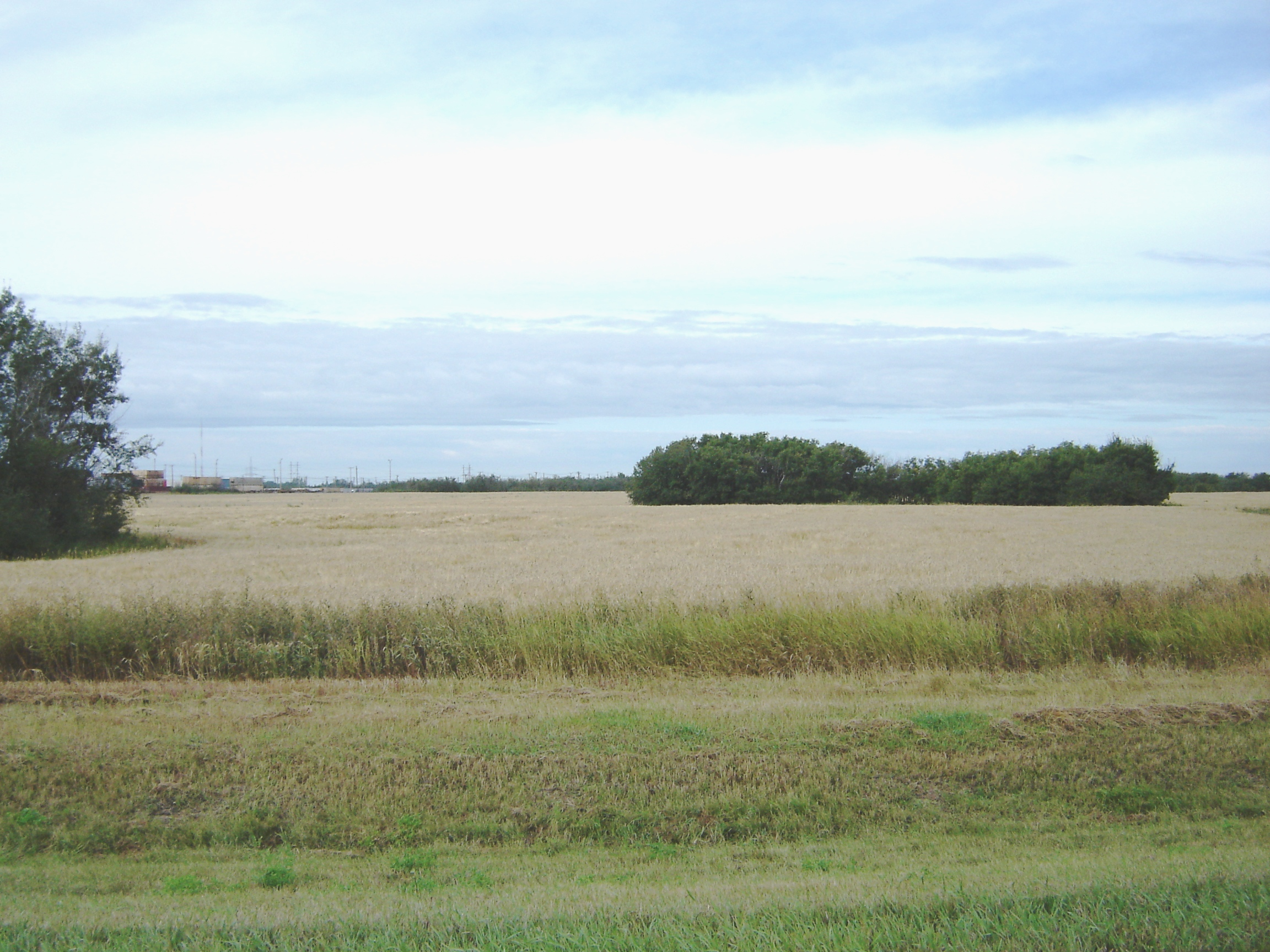
Осикові гаї, оточені пшеничними полями, неподалік Саскатуна (Саскачеван)

В межах екорегіону зустрічається 72 види ссавців та понад 200 видів птахів. Серед поширених в екорегіоні ссавців слід відзначити західного лося (Alces alces andersoni), манітобського вапіті (Cervus canadensis manitobensis), барибала (Ursus americanus), рівнинного вовка (Canis lupus nubilus), канадську рись (Lynx canadensis), довгохвосту ласицю (Neogale frenata), смугастого скунса (Mephitis mephitis), американського борсука (Taxidea taxus), звичайного ракуна (Procyon lotor), американського зайця (Lepus americanus), білохвостого зайця (Lepus townsendii), флоридського кролика (Sylvilagus floridanus), червону вивірку (Tamiasciurus hudsonicus), малого бурундука (Neotamias minimus), канадського голкошерста (Erethizon dorsatum), лісового бабака (Marmota monax), лучну полівку (Microtus pennsylvanicus), прерієву полівку (Microtus ochrogaster), західну заподу (Zapus princeps), прерієву мідицю (Sorex haydeni), американську нічницю (Myotis lucifugus) та сірого волохатохвоста (Lasiurus cinereus).
Риючі гризуни, зокрема ховрахи Річардсона (Urocitellus richardsonii), тринадцятисмугі ховрахи (Ictidomys tridecemlineatus) та північні гоферчики (Thomomys talpoides), відіграють важливу роль у балансі між осиковими гаями та луками. Вони створюють насипи зі свіжого ґрунту, на яких ідеально проростає тополеве насіння. Одного разу закріпившись, дерева поширюються за допомогою кореневих паростків, створюючи таким чином нові осикові ліси.
На галявинах осикових лісів зустрічаються білохвості олені (Odocoileus virginianus) та чорнохвості олені (Odocoileus hemionus), а звичайні лисиці (Vulpes vulpes) та койоти (Canis latrans) полюють на гризунів. На півночі екорегіону, зокрема в регіоні Піс-Рівер, зустрічаються лісові карибу (Rangifer tarandus caribou). На берегах річок поширені канадські бобри (Castor canadensis), канадські видри (Lontra canadensis), річкові візони (Neogale vison) та болотяні ондатри (Ondatra zibethicus). Історично в преріях регіону паслися рівнинні бізони (Bison bison bison), які виступали перешкодою для поширення осикових лісів. Внаслідок надмірного полювання та втрати середовища проживання бізони вимерли на більшій частині регіону, проте їх досі можна побачити у деяких заповідниках, зокрема в Національному парку Ейк-Айленд на схід від Едмонтона. 
Серед птахів, поширених в лісах екорегіону, слід відзначити канадську дикушу (Canachites canadensis), американського орябка (Bonasa umbellus), манітобського тетерука (Tympanuchus phasianellus), віргінського пугача (Bubo virginianus), волохатого дятла (Leuconotopicus villosus), чорнодзьобого кукліло (Coccyzus erythropthalmus), рубіновогорлого колібрі (Archilochus colubris), канадську сороку (Pica hudsonia), балтиморського трупіала (Icterus galbula), світлокрилу гаїчку (Poecile atricapillus), королівського тирана (Tyrannus tyrannus), сизого піві-малюка (Empidonax minimus), червоноокого віреона (Vireo olivaceus), жовтобрового кіпаля (Hesperiphona vespertina), жовтогузого пісняра-лісовика (Setophaga coronata) та червоноволого кардинала-довбоноса (Pheucticus ludovicianus).
Розвиток сільського господарста призвів до порушення середовища існування деяких птахів, які гніздилися та шукали їжу на кострицевих луках. Проте деякі види, зокрема рогаті жайворонки (Eremophila alpestris), західні шпаркоси (Sturnella neglecta) та гоглу (Dolichonyx oryzivorus), змогли адаптуватися до нових умов. Серед інших птахів, що зустрічаються у преріях регіону, слід також відзначити співочу пасовку (Melospiza melodia), прерієвого щеврика (Anthus spragueii), польову вівсянку (Pooecetes gramineus), золотого чижа (Carduelis tristis) та майже ендемічного польового багновця (Centronyx bairdii).
Багато птахів зустрічається у водно-болотних угіддях екорегіону. Серед поширених в екорегіоні водоплавних птахів слід відзначити звичайного крижня (Anas platyrhynchos), блакитнокрилу чирянку (Spatula discors), північну широконоску (Spatula clypeata), нерозня (Anas strepera), американського свища (Mareca americana), американського попелюха (Aythya americana), американську савку (Oxyura jamaicensis), канадську казарку (Branta canadensis), лебедя-трубача (Cygnus buccinator), вухатого баклана (Nannopterum auritum) та рогодзьобого пелікана (Pelecanus erythrorynchos). В очеретяних та осокових заростях гніздяться червоноплечі еполетники (Agelaius phoeniceus), жовтоголові тордо (Xanthocephalus xanthocephalus), північні трупіальці (Euphagus carolinus), болотяні овади (Cistothorus palustris) та чорні крячки (Chlidonias niger). а в норах на берегах водойм — північні рибалочки-чубані (Megaceryle alcyon) та берегові ластівки (Riparia riparia). Ставкові мартини (Leucophaeus pipixcan) також гніздяться серед болотної рослинності, однак шукають їжу (коників, цвіркунів та мишей) на полях. Серед коловодних птахів, що зустрічаються в регіоні, слід відзначити американського чоботаря (Recurvirostra americana), жовтоногого пісочника (Charadrius melodus), плямистого набережника (Actitis macularia), американського коловодника (Tringa semipalmata), американського баранця (Gallinago delicata), крикливого пісочника (Charadrius vociferus), північну чаплю (Ardea herodias), американського бугая (Botaurus lentiginosus), звичайного квака (Nycticorax nycticorax) та канадського журавля (Antigone canadensis).
Герепетофауна екорегіону включає смугасту тигрову саламандру (Ambystoma mavortium), лісову жабу (Lithobates sylvaticus), дакотську ропуху (Anaxyrus hemiophrys), північну леопардову жабу (Lithobates pipiens), лісову болотну райку (Pseudacris maculata), звичайну підв'язкову змію (Thamnophis sirtalis) та рівнинну підв'язкову змію (Thamnophis radix). У лісах регіону мешкає безліч безхребетних — черв'яків, равликів, багатоніжок, кліщів, павуків та комах. Поблизу водойм зустрічаються волохокрильці, одноденки та мошки.

## Збереження та загрози
До початку європейської колонізації територія екорегіону була вкрита мозаїкою осикових гаїв та луків. З періодичністю у 3-15 років тут спалахували пожежі, які були важливим фактором, що обмежували поширення лісів. За останні 100 років більшість осикових гаїв регіону були знищені або значно фрагментовані, а на їх місці виникли сільськогосподарські угіддя. Хоча клімат тут загалом прохолодніший, ніж у південних преріях, він є достатньо м'яким і сухим, щоб підтримувати великомасштабне вирощування ріпаку (Brassica napsus), люцерни (Medicago sativa), пшениці (Triticum aestivum) та інших культур, а також випасання худоби. Чорноземні ґрунти в регіоні, особливо наколо Едмонтона та Саскатуна, є доволі родючими. Порушення природних середовищ також було спричинене розвитоком нафтогазової промисловості, особливо в регіоні Піс-Рівер. У результаті лише близько 10 % території регіону є відносно незайманими.
Природоохоронні території займають близько 2 % території екорегіону. Найбільшими з них є Провінційний парк Мус-Маунтін та Зона відпочинку Бронсон-Форест розташовані в Саскачевані, а також Національний парк Елк-Айленд та канадська військова база Уейнрайт, розташовані в Альберті. Серед інших природоохороних територій слід відзначити Провінційний парк Спрус-Вудс та Провінційний парк Черепахової гори в Манітобі, а також Провінційний ліс Порк'юпайн в Саскачевані.

## Населення
Господарство корінних мешканців екорегіону не настільки концентрувалося на полюванні на бізонів, як господарство кочових індіанських племен, поширених у південних преріях. Воно також включало полювання на лосів та оленів, ловлю кроликів, рибальство та збирання лісових ягід, зокрема вільхолистої ірги (Amelanchier alnifolia) та їстівної калини (Viburnum edule).
Територія екорегіону була одним з найважливіших регіонів з точки зору хутрового промислу. Річки Ассінібойн та Північний Саскачеван були головними шляхами, по яким відбувалася торгівля хутром. На них розміщувалися безліч торгових пунктів. Від змішаних шлюбів між білими торгівцями хутром та місцевими мисливцями утворилася велика група метисів.
Коли почався процес європейської колонізації, в регіон почали переселятися селяни-фермери зі Східної Європи та дрібні землевласники з Квебеку. Вони оселялися переважно у лісистих районах, оскільки будували  житла з деревини і нею ж опалювали власні будинки. На противагу їм британські та американські поселенці віддавали перевагу лукам, які було легше орати. В ті часи федеральний уряд дозволяв людям одного походження зосереджуватися у блокових поселеннях. Зокрема, так виникла колонія Една-Стар, також відома як Небилів, найбільше та найстаріше поселення українців в Канаді.
В результаті етнічний склад прерійних провінцій Канади (Альберти, Саскачевану та Манітоби) дещо відрізняється на півночі та на півдні. В лісостеповій зоні та в містах цієї зони, зокрема в Едмонтоні, Саскатуні та Вінніпезі, зосереджені крі, метиси, франко-канадці та українці, а південніше, в преріях, та таких містах, як Калгарі та Реджайна, — чорноногі, сіу та канадці американського, англійського та німецького похоження.